# Savara anomioides
Savara anomioides là một loài bướm đêm trong họ Noctuidae.